# Spomenik Mahatmi Gandhiju
Spomenik Mahatmi Gandhiju je brončani kip indijskog političara Mahatme Gandhija te je postavljen ispred indijskog veleposlanstva u Washingtonu. Riječ je o daru indijskog Vijeća za kulturne odnose koji je donesen 16. rujna 2000. tijekom državničkog posjeta indijskog premijera Vajpayee tadašnjem američkom predsjedniku Billu Clintonu.
Sam spomenik oslikava Mahatmu Gandhija u asketskoj odjeći te označava njegov tzv. Marš soli protiv britanske kolonijalne vlasti u Indiji koji je izazvao val građanske neposlušnosti pozivajući Indijce da ne plaćaju porez na sol.
Brončani kip je izradio kalkutski kipar Gautam Pal. Skulptura se nalazi na crvenom granitu iz Karnatake s natpisima u čast samoga Gandhija. Jedan od njih je njegov citat: "Moj život je moja poruka." 

## Vidjeti također
- Veleposlanstvo Indije u Washingtonu D.C.